# Čierny orol

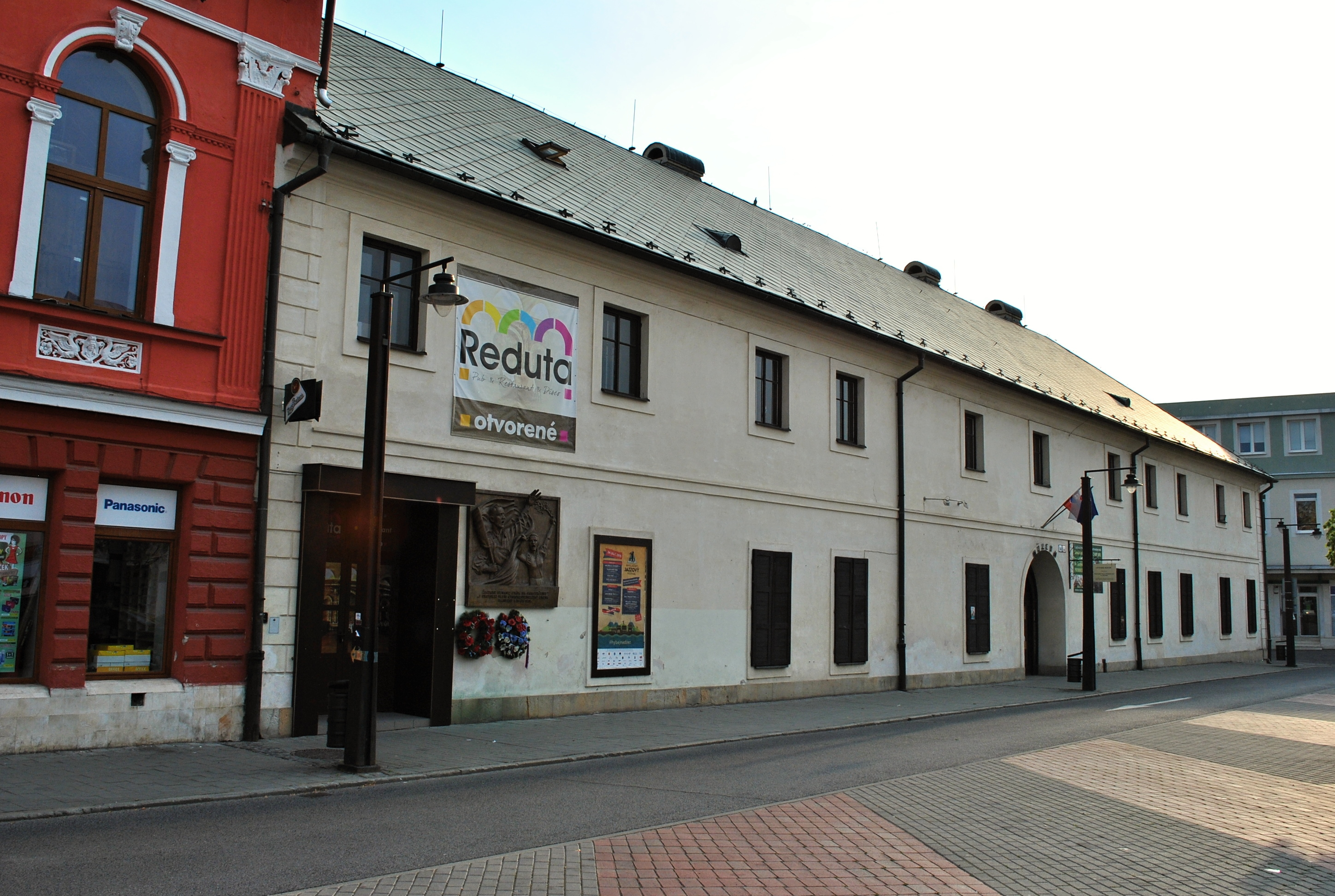
"Czarny Orzeł" w Liptowskim Mikułaszu

Čierny orol (pol. Czarny Orzeł) – zabytkowy budynek dawnego zajazdu przy obecnej ul. 1 Maja w Liptowskim Mikułaszu na Słowacji. Pomnik słowackiej kultury narodowej (od 1961 r.).
Murowana, piętrowa, klasycystyczna budowla, wzniesiona w ciągu ulicy wybiegającej z centrum miasta ku wschodowi, powstała w XVII w. jako dom zajezdny (słow. hostinec). Świadczy o tym – oprócz danych historycznych - m.in. szeroka przejazdowa sień, prowadząca na wewnętrzny dziedziniec budowli. W XIX w. rozbudowana o salę widowiskową, stała się najważniejszym w mieście ośrodkiem życia społecznego i kulturalnego, głównie tutejszych Słowaków, oraz świadkiem szeregu ważnych momentów w historii Słowacji. W sierpniu 1830 r. Gašpar Fejérpataky-Belopotocký przedstawieniem komedii Kocúrkovo Jána Chalupki dał początek słowackiemu teatrowi amatorskiemu (i słowackiemu teatrowi narodowemu w ogóle).
1 maja 1918 r. socjaldemokraci z Liptowskiego Mikułasza zorganizowali na dziedzińcu Czarnego Orła zgromadzenie obywatelskie, na którym przyjęta została tzw. Liptovskomikulášska rezolúcia. Zgromadzeni żądali w niej m.in. szybkiego zakończenia wojny i ustanowienia 8-godzinnego dnia pracy, a oprócz żądań socjalnych po raz pierwszy publicznie zadeklarowali chęć utworzenia wspólnego państwa Czechów i Słowaków. W następnych dziesięcioleciach obiekt był znany jako Dom Robotniczy (słow. Robotnícky dom). Obecny wygląd Czarnego Orła jest wynikiem rozległych prac restauracyjnych, jakie miały miejsce w latach 1983–1994.
Aktualnie w budowli znajduje się oddział naukowy biblioteki Gašpara Fejérpataky-Belopotockého (słow. Náučné oddelenie Knižnice Gašpara Fejérpataky-Belopotockého), galeria wystawowa Muzeum Liptowskiego oraz stała ekspozycja muzealna pt. „Myślistwo i rybactwo na Liptowie” (słow. Poľovníctvo a rybárstvo v Liptove).